# Senegalia glomerosa
Espèce
Senegalia glomerosa est une espèce de plantes à fleurs de la famille des Fabaceae.